# Asociación de Scouts Dominicanos
La Asociación de Scouts Dominicanos (Asociación de Scouts de República Dominicana) es el nacional de Scouts organización de la República Dominicana. Scouts llegó a la República Dominicana en 1914, y la Asociación de Scouts Dominicanos se fundó en 1920 y se convirtió en miembro de la  Organización Mundial del Movimiento Scout en 1930. Sirve 1278 scouts de ambos sexos a partir de 2011. 
El rango más alto que antes era el Scout Enriquillo, el nombre de una taína cacique  que se rebelaron en contra de los españoles en el siglo XVI. 
La insignia de miembro de la Asociación de Scouts Dominicanos incorpora elementos de la  bandera de la República Dominicana
La Asociación Scout de República Dominicana cuenta con más de 30 grupos en todo el país, también con dos oficinas, una ubicada en la ciudad de Santo Domingo y la otra de Santiago.

## Los primeros años del escultismo en República dominicana
En 1914 se formó el primer grupo Scout en la República Dominicana en San Pedro de Macorís, formando el primer grupo marino y el primero del país. Al principio solo eran 4 patrullas masculinas, con el tiempo fue creciendo y formándose diferentes grupos alrededor del país.

## Escultismo en la actualidad
El escultismo en el país ha crecido bastante, y ahora está dividido en 5 regiones.